# Натальино (Ленинградская область)
Ната́льино — деревня в Толмачёвском городском поселении Лужского района Ленинградской области.

## История
В 1900 году согласно «Памятной книжке Санкт-Петербургской губернии», имения Натальино и Захарьино площадью 5140 десятин принадлежали вдове генерал-лейтенанта Александра Леонтьевича Гагемейстера (1831—1892), Ольге Евгеньевне Гагемейстер.
По данным «Памятной книжки Санкт-Петербургской губернии» за 1905 год пустошью Натальино площадью 3600 десятин владел «профессор Ломшаков и другие», а также коллежскому секретарю Захарию Мухортову и гвардии поручику Николаю Мухортову в Натальино принадлежала 21 десятина.
«Памятная книжка» описывала Натальино так: «в 3 верстах от дер. Кемка, перейдя речку Кемку, на высоком берегу, расположен ряд собственных усадеб дачного посёлка Натальино с великолепным окрестным видом на далекое расстояние (лесные дали)».
Посёлок административно относился к 1-му стану Лужского уезда Санкт-Петербургской губернии.

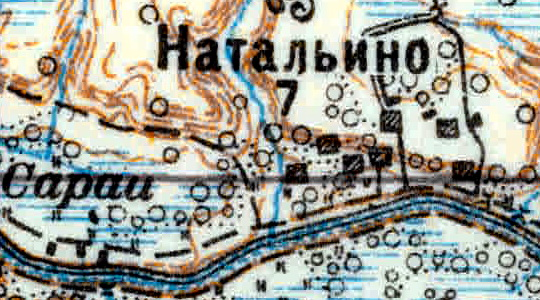
План деревни Натальино. 1926 год

Согласно топографической карте 1926 года деревня Натальино насчитывала 7 крестьянских дворов.
По данным 1933 года населённый пункт Натальино в составе Лужского района не значился.
Деревня была освобождена от немецко-фашистских оккупантов 7 февраля 1944 года.
По данным 1966 и 1973 годов деревня Натальино входила в состав Красногорского сельсовета.
По данным 1990 года деревня Натальино входила в состав Толмачёвского сельсовета.
По данным 1997 и 2002 годов в деревне Натальино не было постоянного населения, деревня входила в состав Толмачёвской волости.
По данным 2007 и 2010 годов в деревне Натальино также не было постоянного населения, деревня входила в состав Толмачёвского ГП.

## География
Деревня находится в северной части района на правом берегу Луги.
К югу от деревни проходит автодорога 41А-186 (Толмачёво — автодорога «Нарва»).
Расстояние до административного центра поселения — 20 км.
Расстояние до ближайшей железнодорожной станции Толмачёво — 16 км.

## Демография
| 2007 | 2010 | 2017 |
| ---- | ---- | ---- |
| 0    | →0   | ↗5   |